# Route nationale 782
Die Route nationale 782, kurz N 782 oder RN 782, war eine französische Nationalstraße, die von 1933 bis 1973 in zwei Teilstücken zwischen einer Kreuzung mit der Route nationale 164 südlich von Cléguérec und Rosporden verlief. Ihre Gesamtlänge betrug 64 Kilometer.